# السفال
السفال هي قرية تقع في محافظة شبوة جنوب اليمن، وهي إحدى القرى في وادي يشيم. تتبع القرية إدارياً مديرية الصعيد، وتبعد عن مدينة الصعيد قرابة 20 كيلومتراً، يحدها من الشرق النقبة وحبان، ومن الغرب اللجفة ويشبم والصعيد، ومن الشمال جبل المكيحلة، ومن الجنوب جبل رضاع. تبلغ مساحة قرية السفال حوالي 9 كيلومترات مربعة، وتشتهر بالأراضي الزراعية والجبال العالية. يبلغ عدد سكان القرية حوالي 1,000 نسمة، والتركيب السكاني فيها يتكون من المشائخ آل السليماني وآل باهطير وآل بافياض وآل ثعلب وآل باقيس وآل مبارك وعلي مبارك وذريته وآل الجمامة.

## جغرافياً
تقع قرية السفال في أسفل وادي يشبم بمديرية الصعيد بمنطقة العوالق. إذ تتكوَّن أرض العوالق من عدة أودية أحدها وادي يشبم، ويحد أرض العوالق من الشمال بيحان ومن الجنوب البحر العربي ومن الشرق حضرموت ومن الغرب البيضاء. وقد سُمِّيت قرية السفال بهذا الاسم لأنها تقع في أسفل وادي يشبم المُمتدّ من أعلى جبال الكور والمنحدر على طول تلك المنطقة التي يتوسطها، حيث يتوسطها، ويظلّ خصباً وزراعياً على مدار الموسم. وهي تُعتَبر من أهم مناطق مديرية الصعيد منذ القدم، ولا زالت حتى الآن تحظى بتلك الأهمية.
تبعد قرية السفال عن عاصمة شبوة عتق مسافة تقدر بحوالي 40 كيلومتراً. وهي إحد أكثر القرى التي تسكنها العديد من طبقات المجتمع بمختلف أصولها، كما تُقدَّر مساحتها بحوالي 3,000 متر مربع وعدد سكانها بنحو 900 إلى 1,000 نسمة تقريباً.
أهم الحافات في قرية السفال:
- الكورة.
- الدرب.
- الهجيرة
- خلا هل ثعلب.
- الساقية.
- سرة.
- السوق.
- يمراة.
- لفا.
- الحجل.
- الكلبي.

## في الشعر
من الشاعرين الذين ذكروا قرية السفال الشاعر عبد الله بن أحمد السليماني، في الأبيات:
وقال أيضأ فيها:
كما قال فيها الشاعر مذيب بن صالح بن فريد:
وذكرها الشاعر بن قدريه الربيزي في:
وتحدث عنها أبو بكر بن عبد الله السليماني في أبيات:
وقال الشاعر يعشوب السليماني:
وقال فيها الشاعر إياد أبو بكر عمر السليماني: